# Monika Schaal

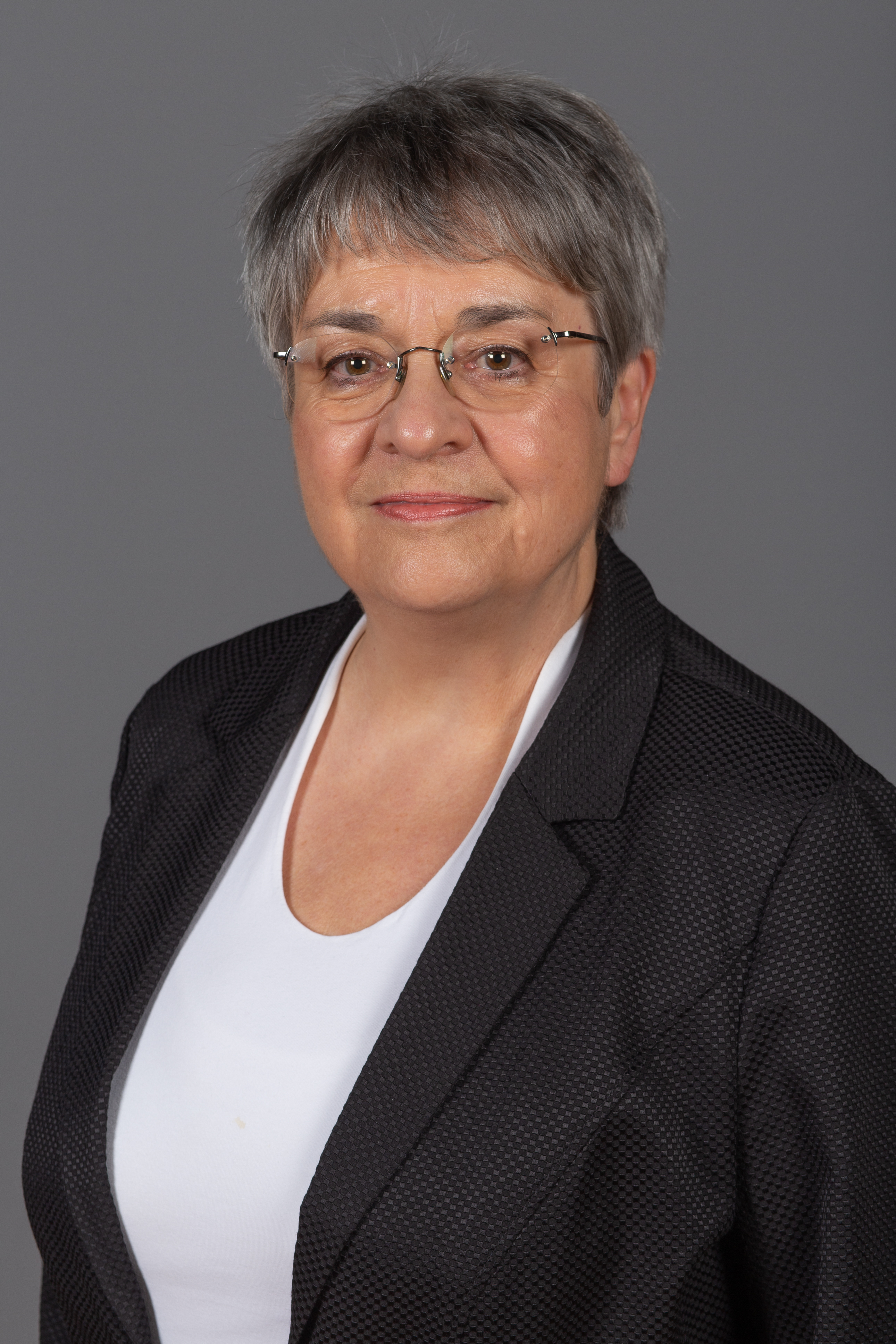
Monika Schaal (2019)

Monika Schaal (* 30. August 1945 in Binz) ist eine deutsche Politikerin der SPD und war Mitglied der Hamburgischen Bürgerschaft von 1997 bis 2020.

## Leben
Schaal ging in Berlin-Charlottenburg zur Grundschule. Ab 1956 besuchte sie den altsprachlichen Zweig der Erich-Hoepner-Schule und wechselte 1964 auf das Kant-Gymnasium in Berlin-Spandau. Nach dem Abitur 1966 und einem kaufmännischen Praktikum studierte Schaal in Berlin Wirtschafts- und Sozialwissenschaften. 1972 arbeitete Schaal an einem Projekt zur Curriculum-Forschung für Gesellschaftskunde. Nach ihrem Studium arbeitete sie ab 1973 als Diplom-Handelslehrerin im Hamburger Schuldienst. Der Titel ihrer Diplomarbeit lautete: „Berufliche Sozialisation – Bedeutung der betrieblichen Berufsausbildung für Verhaltens- und Einstellungsweisen von Lehrlingen im Verhältnis zu vorgängigen Sozialisierungsprozessen“. 1976 wurde sie Assistentin am Institut für Politische Wissenschaft der Universität Hamburg. Sie promovierte 1982 dort mit der Arbeit Kompetenz- ein Problem politischer Legitimation. Eine Erörterung der Frage, wer die Ziele schulischer politischer Bildung bestimmen soll bei Hans-Hermann Hartwich.
1984 schied sie aus dem Hochschuldienst aus. Es folgte eine Anstellung beim „Deutschen Grünen Kreuz“ (dgk) in Marburg als Journalistin. Zudem war sie Redakteurin der deutschsprachigen Ausgabe des Monatsmagazins „WORLD HEALTH“ der Weltgesundheitsorganisation (WHO). Seit 1993 ist sie Mitarbeiterin bei „Standpunkt“ – Gesellschaft für Öffentlichkeitsarbeit m.b.H.
Sie ist Mitglied in der Gewerkschaft Nahrung-Genuss-Gaststätten NGG und in den Organisationen  „Bund für Umwelt und Naturschutz Deutschland“ (BUND) und „Eurosolar“.

## Politik
Schaal ist seit 1976 Mitglied in der SPD. Ab 1993 saß sie in der Bezirksversammlung Hamburg-Eimsbüttel und war Vorsitzende des Ortsausschusses Lokstedt.
Sie war vom 8. Oktober 1997 bis 2020 Mitglied der Hamburgischen Bürgerschaft. Sie vertrat die SPD im Haushaltsausschuss, Ausschuss für Öffentliche Unternehmen und dem Ausschuss für Umwelt und Energie. Sie war stellvertretende Fraktionsvorsitzende und Fachsprecherin ihrer Fraktion für Umwelt und Energie. Zur Bürgerschaftswahl 2020 trat sie nicht erneut an.

## Werke
- Monika Schaal: Kompetenz – ein Problem politischer Legitimation. Eine Erörterung der Frage, wer die Ziele schulisch politischer Bildung bestimmen soll. 499 Seiten, Studien zur Politikdidaktik Bd. 16, zugleich Dissertation an der Universität Hamburg 1979, Haag und Herchen (Verlag), Frankfurt/Main 1981.